# Arthoniomycetes
De Arthoniomycetes vormen een klasse uit de stam Ascomycota. Het is een kleine groep van kleine korstmossen, die voorkomen in de tropen en subtropen.

## Taxonomie
De taxonomische indeling van de Arthoniomycetes is als volgt
- Klasse: Arthoniomycetes
  - Subklasse: Arthoniomycetidae
    - Orde: Arthoniales
      - Arthoniaceae
      - Chrysothricaceae
      - Melaspileaceae
      - Roccellaceae
      - Arthoniales incertae sedis